# رود سایا
رود سایا (انگلیسی: Saya) یک رودخانه در سرزمین پرم کشور روسیه است.